# دانش وضع
دانش بررسی شرایط وضع یک کلمه و تبیین وضعیت آن پس از پیدایش و تقسیم آن به شخصی و نوعی، کیفی، حیثیت عام، خاص و روشن ساختن وضعیت ذات اشیا و هیئت شیء و غیره است.
مراد از حیثیت خاص مانند زید و حیثیت عام که دارای احوال شخصیه خاص است مانند ضمایر و اسماء